# Sølvi Berg-Jæger
Sølvi Berg-Jæger (Christiania, 7 december 1886 - aldaar 14 september 1973) was een Noors sopraan.

## Leven
Nicoline Martha Sølvi Selberg werd geboren als oudste dochter van negen kinderen binnen het gezin van de musici Olai en Sofie Selberg. Het gezin woonde een aantal jaren in bij familie Berg-Jaeger. Sølvi en Gustav Berg-Jaeger kwamen beiden te werken voor het experimentele Fahlström teater in Stockholm en trouwden in 1913. Haar Noorse debuut vond plaats op 16 oktober 1916 in de concertzaal van Brødrene Hals. Ze werd daarbij groots aangekondigd. Het huwelijk liep later in Bærum stuk, waarbij Sølvi haar mans naam aanhield. Zij gaven onder meer concerten met werken van Arne Eggen. Gedurende de jaren 20 en 30 trad ze veelvuldig op voor de radio Norsk Rikskringkasting, haar man zou daar later directeur van worden. Sølvi zong daarbij zowel liederen als opera. Een van haar rollen was in Madama Butterfly in het Nationaltheatret in 1943. Haar ex-man was daar toen de theaterchef. Hij was aangesteld door de bezetter Nazi-Duitsland en de zaal bleef daardoor veelvuldig leeg.

## Ouders
Olai Mathias Selberg (geboren  Førde, 1857) was op zijn beurt zoon van Hans Cornelius Selberg (geboren 1823). Beiden waren organisten. Vader was ook schoolmeester. Olai Selberg zou in de loop der jaren uitgroeien tot een van de beste organisten van Noorwegen. In 1890 en 1893 ontving hij een studiebeurs, maar hij gaf samen met zijn vrouw al kerkconcerten.
Johanne Anette Sofie Michaelsen (geboren Christiania, 1860) was een zangeres. Zij had les gekregen van onder andere Camilla Wiese. Zij gaf zelf les vanaf 1882 en refereerde aan haar lerares. In 1884 maakte ze nog reclame onder haar eigen naam.
In 1906 ging het echtpaar op een concertreis door de Verenigde Staten en zou het daar voor langere tijd wonen. Het stel maakte deel uit van de groep Noren die aan het begin van de 20e eeuw emigreerde naar de VS. In 1918 stond hun naam nog onder een overlijdensadvertentie van hun jongste zoon Lars. Het echtpaar woonde toen in Minneapolis.

### Een aantal concerten
- 6 april 1884: Olai gaf leiding aan het Orpheuskvartetten in een concert, waarbij ook Gudbrand Bøhn, Johan Edvard Hennum, Ernst Solberg en Hans Marcus Zapffe aanwezig waren;
- 12 april 1885: Sofie Michaelsen zong mee tijdens een concert van de cellist Robert Emil Hansen; tijdens dat concert leidde Olai Selberg het mannenkoor
- 21 maart 1886: Olai gaf een concert met Camilla Wiese en Ingeborg Pettersen in Oslo; hij speelde twee orgelfantasieën en een orgelconcert van Vogel
- april 1886: Olai leidde het Orpheus-kvartetten (veertien zangers)in een concert waarbij hij onder meer zijn eigen Til Ferdraheimen uitvoerde.